# Aigualluts

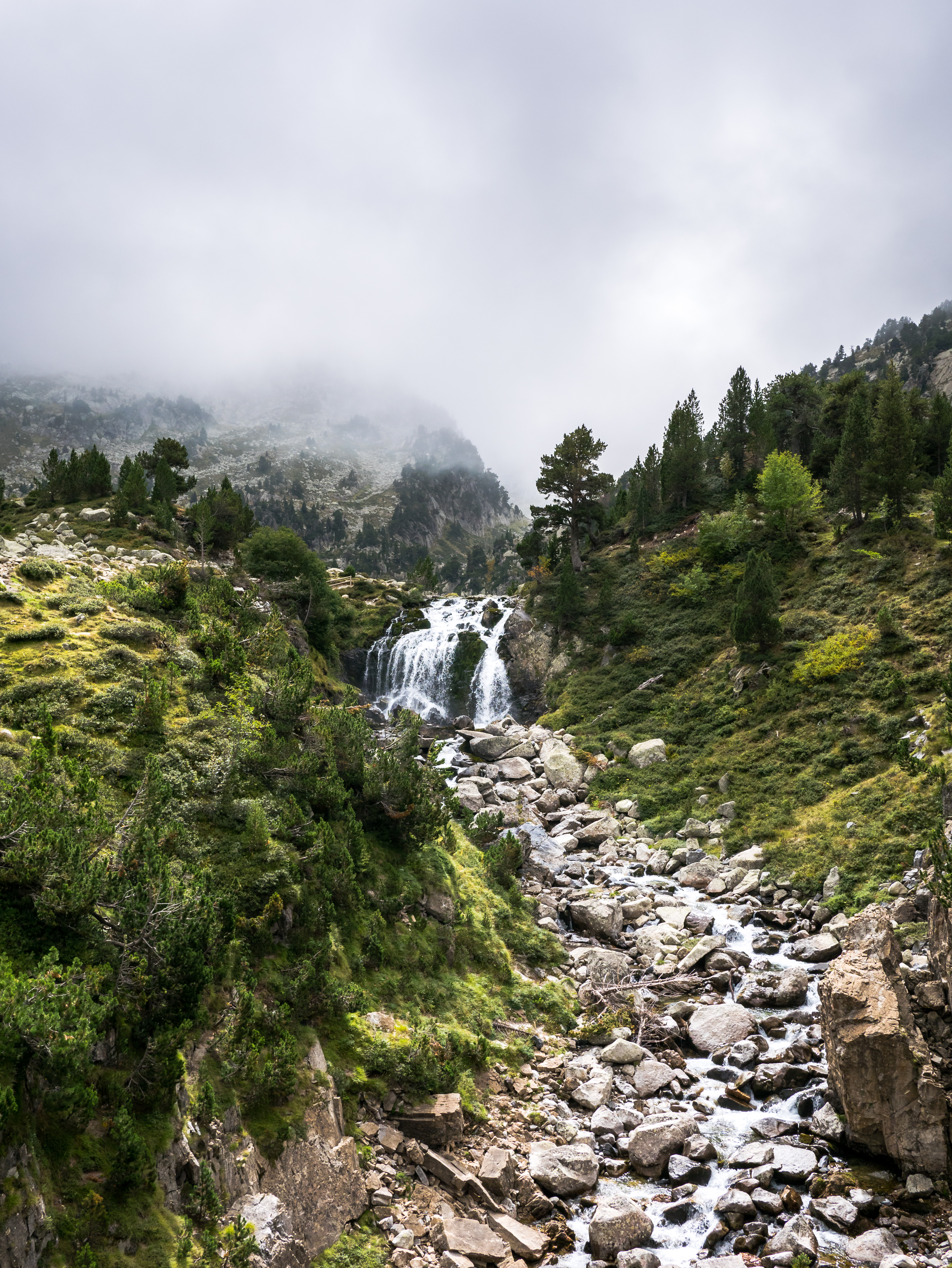
Cascada de Aigualluts.

El sumidero de Aigualluts o Forau d'Aigualluts es un sistema kárstico en la cabecera del río Ésera, a  unos 2074 m de altitud y cercano al pico Aneto (en la vertiente aragonesa de los Pirineos).

## Descripción

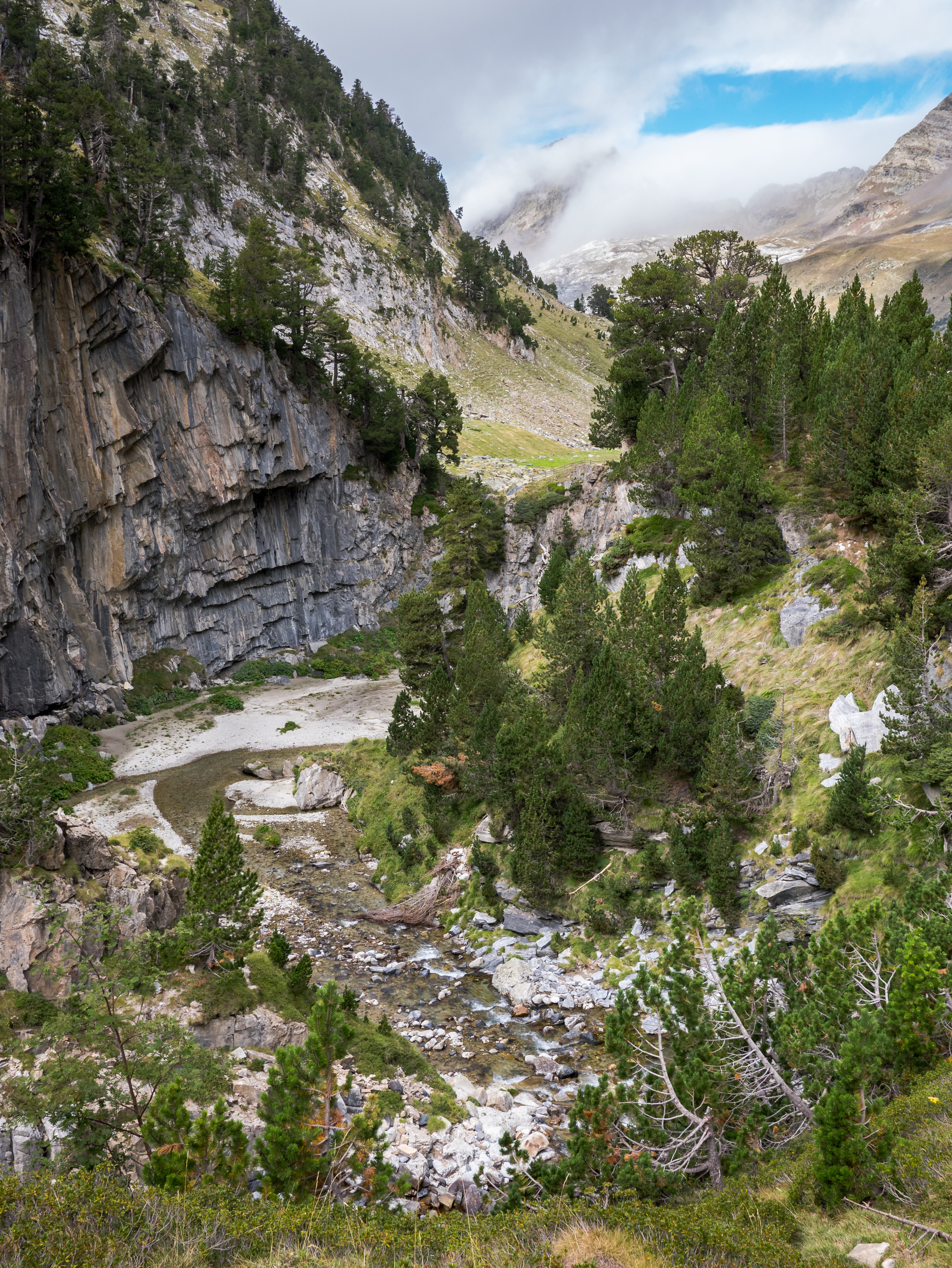
Forau de Aigualluts, lugar donde el Ésera se infiltra en el karst.

En este sumidero desaparece el agua de deshielo de los neveros, transportada principalmente por los cauces del Ésera (glaciares de Aneto, Barrancs y Tempestades) y del Escaleta (Mulleres) hasta el Plan de Aigualluts, a los pies de los Montes Malditos, donde desaparece en una sima de un 1 m², para reaparecer a 3,6 km de distancia en línea recta (Uelhs deth Joeu, Era Artiga de Lin, Valle de Arán) a unos 1658 m de altitud (42°40′03″N 0°42′38″E / 42.667385, 0.710571), hasta llegar al río Joèu afluente del río Garona y, por tanto, al océano Atlántico, en lugar de al mar Mediterráneo como sucede con las aguas no infiltradas del río Ésera.

## Geología

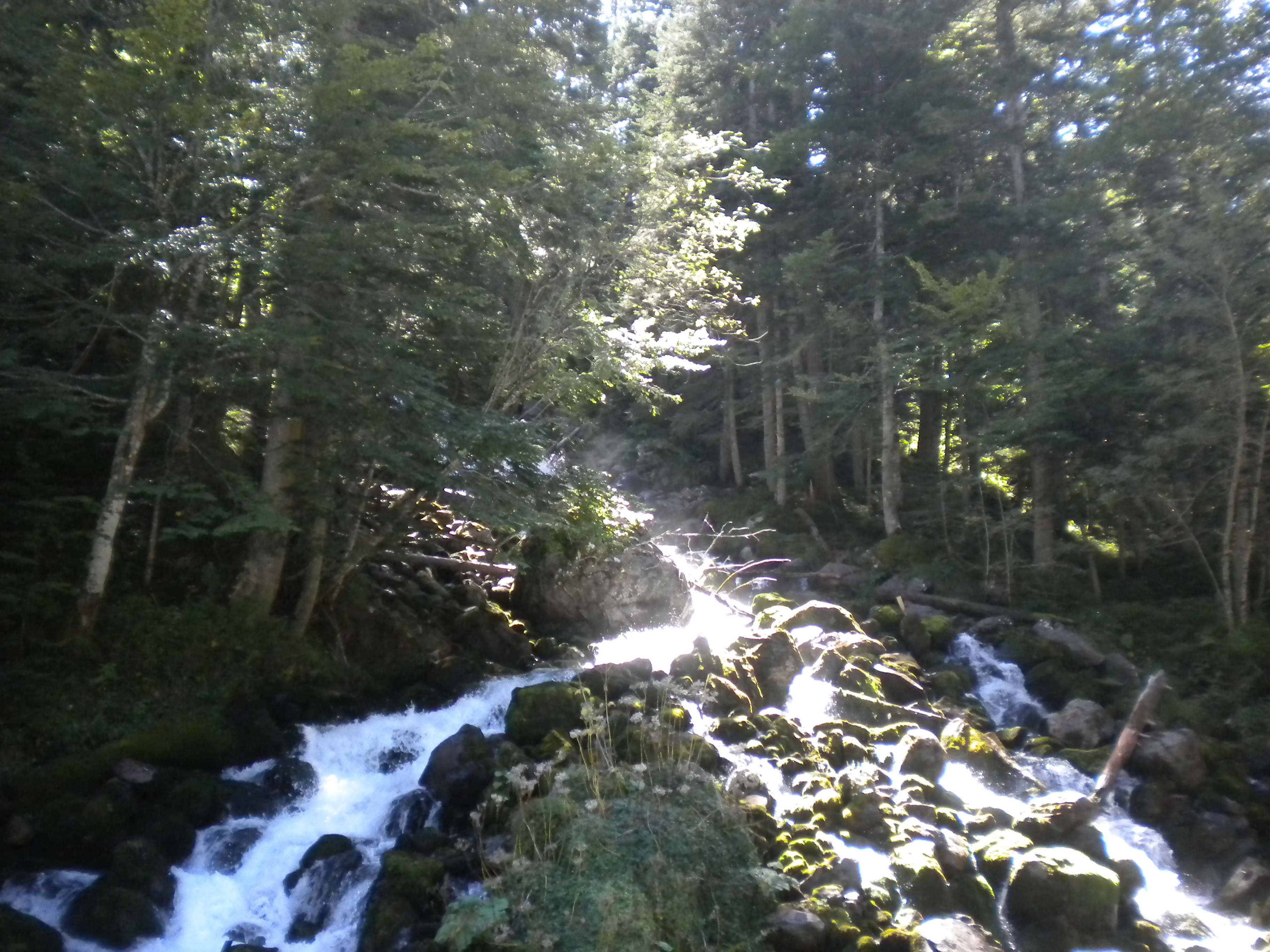
Los Uelhs deth Joèu (Ojos del Judío en Aranés), surgencia en el Valle de Arán de las aguas que se pierden por los Aigualluts.

El río Ésera, nacido en las montañas de la Maladeta, es un afluente del Cinca, que desemboca en el río Segre. A muy poca distancia de la fuente del Ésera, una fosa cárstica conocida como Trou de Toro en Francia y Sumidero de Aigualluts en España, con hasta 70 metros de diámetro y 40 de profundidad, recibe las aguas de los glaciares del Aneto, Barrancs y Tempestades, que desaparecen bajo tierra. Durante mucho tiempo se ignoró a dónde se dirigían esas aguas. En 1787, Ramond Carbonnières propuso la hipótesis de que podría ser una fuente del Garona, es decir, que sus aguas vertieran al Atlántico, a diferencia de las del Ésera. En 1931, el espeleólogo Norbert Casteret estableció la exactitud de la idea de Ramond, mediante el vertido en la fosa de seis barriles de fluoresceína. Unas horas más tarde, el agua que brotaba desde el otro lado de la cordillera que separa Aragón del Valle de Arán, después de un curso subterráneo de 3,6 km, salió con el característico color en el Uelh deth Joèu o Uell de Joeu (el ojo del judío o de Júpiter, no está claro), a 1658 metros sobre el nivel del mar, una fuente del río Joèu afluente del río Garona.

## Etimología
El nombre de Trou du Toro (agujero del Toro), que se utiliza sobre todo en Francia, proviene de una confusión generada por los guías turísticos del siglo XIX; más alto está el "collado del Toro", por una pronunciación aproximada de còth deth Hòro, en aranés, que en realidad significa "collado del Agujero", pero que de la otra forma resultaba una denominación más atractiva para el turismo. Este collado separa el valle del Ésera (Aragón) del de la Artiga de Lin (valle de Arán).